# Diostrombus pennata
Diostrombus pennata är en insektsart som först beskrevs av William Lucas Distant 1906.  Diostrombus pennata ingår i släktet Diostrombus och familjen Derbidae. Inga underarter finns listade i Catalogue of Life.